# Amazonas 3
Amazonas 3 ist ein kommerzieller Kommunikationssatellit der Firma Hispasat und ist als Nachfolger des am 5. August 2004 gestarteten Amazonas 1 geplant.
Er wurde zusammen mit Azerspace/Africasat-1a am 7. Februar 2013 um 21:36 Uhr UTC mit einer Ariane 5 ECA von der Startrampe ELA-3 des CSG in Französisch-Guayana in einen Geotransferorbit von 247,2 km × 35.914 km gebracht. Amazonas 3 trennte sich als erster der beiden Satelliten knapp 28 Minuten nach dem Start von der Rakete und soll seinen endgültige geostationäre Position mit Hilfe seines Apogäumsmotors einige Tage nach dem Start erreichen.
Der dreiachsenstabilisierte Satellit ist mit 19 C-Band-, 33 Ku-Band- sowie neun Ka-Band-Transpondern ausgerüstet und soll von der Position 61° West aus Amerika, Europa und den Norden Afrikas mit Telekommunikationsdienstleistungen versorgen. Er wurde auf Basis des Satellitenbus LS-1300 von Space Systems/Loral gebaut und besitzt eine geplante Lebensdauer von 15 Jahren.